# Nicolas Florine
Nicolas Florine, geboren als Nikolaj Anatoljevitsj Florin (Russisch: Николай Анатольевич Флорин, (Batoemi (Georgië), 19 juli 1891 - Brussel, 21 januari 1972) was een Belgische ingenieur van Georgisch/Russische afkomst die bekend is geworden als de ontwerper van de enige Belgische helikopters. Zijn constructie was de voorloper van een helikoptermodel met dubbele rotors zoals de Chinook. En met het tweede prototype haalde hij een niet erkend duurrecord in een helikopter.

## Achtergrond
Nicolas Florine was een zoon van Anatole Victorovich Florin (1856-1936) en Aimee Lioubov (1862-1935) en had een zus Olga (30 oktober 1893 -) en een broer Victor Anatolyevich Florin (07 december 1899 - 1960). Nicolas Florine studeerde in Sint-Petersburg waar hij in 1914 zijn diploma als Ingenieur behaald. Hij diende in het Witte leger. In 1917 vluchtte hij naar Finland en kwam in 1920 terecht in België waar hij direct aan de slag kon bij het Laboratoire Aérotechnique de Belgique in Sint-Genesius-Rode, waar hij tot zijn pensioen in 1956 werkzaam blijft.

## De studie
Hij was betrokken bij de totstandkoming van Belgiës eerste windtunnel, waarvan Alfred Renard en Emile Allard de initiatiefnemers waren. De onderzoeken die hij hier uitvoerde leidde in 1926 tot patenten met betrekking tot helikopterbesturing en het tegengaan van de torsie met behulp van twee rotors. De resultaten van de onderzoeken werden gepubliceerd in het artikel Eléments du calcul de stabilité d’un hélicoptère. Hierin werd het principe beschreven van een helikopter met twee rotors. Deze rotors draaide in dezelfde richting, in tegenstelling tot de huidige tandemhelikopters. Om de torsie tegen te gaan stonden de rotors 7° uit het lood. Deze publicatie vormde de basis van al zijn ontwerpen die zouden volgen.
In 1927 kreeg Nicolas Florine financiële steun van het SNETA en de Fonds National de la Recherche Scientifique voor de ontwikkeling van een helikopter. Dit resulteerde in drie prototypes.

## De helikopters
De eerste werd gebouwd in 1927 en maakte zijn eerste vlucht in 1929. In 1930 werd deze vernietigd. De opvolger maakt in 1933 zijn eerste vlucht. Deze werd voor een groot deel gebouwd bij Renard. Met dit exemplaar werden vele proefvluchten gemaakt, en werd uiteindelijk een niet erkend duurrecord gevestigd van 9 minuten en 58 seconden. In 1934, tijdens tests in Haren, haperde een deel van de aandrijving en verloor de helikopter zijn balans. Waarbij de helikopter werd beschadigd. Piloot Robert Collin bracht het er heelhuids vanaf dankzij de kooiconstructie. Er werd een derde prototype gebouwd. Deze krijgt twee motoren om de snelheid van beide rotors constant te houden. Dit exemplaar maakte zijn eerste vlucht op 15 september 1936. De resultaten vallen tegen, zeker in vergelijking met het prototype II. In 1937 stopte men met de verdere ontwikkeling. Het exemplaar werd tijdens de Tweede Wereldoorlog vernietigd.
Na de oorlog, in 1947, probeerde Nicolas Florine het nogmaals met een ontwerp met vier rotors, waarmee hij in het geheim met ontwerpen begon tijdens de oorlog. Dit project werd niet gesteund door de Belgische regering en in 1949 geannuleerd. Een schaalmodel was nog wel gepresenteerd tijdens een luchtvaartshow in Brussel in 1947.

## Trivia
- Nicolas Florine heeft in 1923 ook een zeilboot ontworpen waarmee hij een prijs won.
- In 1965 ontvangt Nicolas Florine het Paul Tissandier Diploma.